# Nordstetten (Horb am Neckar)
Nordstetten ist mit ungefähr 2.700 Einwohnern der zweitgrößte Stadtteil von Horb am Neckar in Baden-Württemberg. Nordstetten liegt auf der Gäufläche über dem Neckartal südöstlich von Horb, an der Bundesstraße 32.
Am 1. September 1971 wurde Nordstetten in die Stadt Horb am Neckar eingegliedert.
An den hier geborenen Schriftsteller Berthold Auerbach (1812–1882), der Nordstetten mit den Schwarzwälder Dorfgeschichten ein Denkmal setzte, erinnern das Berthold-Auerbach-Museum und die Berthold-Auerbach-Grundschule.